# Olympische Winterspiele 2010/Skilanglauf – 4 × 5 km (Frauen)
Die 4 × 5-km-Skilanglaufstaffel der Frauen bei den Olympischen Winterspielen 2010 fand am 25. Februar 2010 im Whistler Olympic Park in Whistler statt. Olympiasieger wurde die norwegische Staffel mit Vibeke Skofterud, Therese Johaug, Kristin Størmer Steira und Marit Bjørgen. Die Silbermedaille ging an die Staffel aus Deutschland, Bronze an Finnland. Die zunächst sechstplatzierte Staffel aus Polen wurde nach einem positiven Dopingtest von Kornelia Marek nachträglich disqualifiziert.

## Daten
- Datum: 25. Februar 2010, 11:00 Uhr
- Höhenunterschied: 53 m / 40 m
- Maximalanstieg: 41 m / 38 m
- Totalanstieg: 188 m / 164 m
- 64 Teilnehmer aus 16 Ländern, davon 15 in der Wertung

## Ergebnisse
| Platz | Land / Sportlerinnen                                                                     | Zeit (min)                              |
| ----- | ---------------------------------------------------------------------------------------- | --------------------------------------- |
| 1     | Norwegen Vibeke Skofterud Therese Johaug Kristin Størmer Steira Marit Bjørgen            | 55:19,5 14:49,9 14:46,5 12:53,2 12:49,9 |
| 2     | Deutschland Katrin Zeller Evi Sachenbacher-Stehle Miriam Gössner Claudia Nystad          | 55:44,1 14:53,7 15:00,6 12:52,0 12:57,8 |
| 3     | Finnland Pirjo Muranen Virpi Kuitunen Riitta-Liisa Roponen Aino-Kaisa Saarinen           | 55:49,9 15:32,4 14:35,7 12:38,2 13:03,6 |
| 4     | Italien Arianna Follis Marianna Longa Silvia Rupil Sabina Valbusa                        | 56:04,9 14:58,6 14:29,4 13:01,8 13:35,1 |
| 5     | Schweden Anna Olsson Magdalena Pajala Charlotte Kalla Ida Ingemarsdotter                 | 56:18,9 14:47,1 15:35,6 12:25,0 13:31,2 |
| 6     | Frankreich Aurore Cuinet Karine Laurent Philippot Célia Bourgeois Cécile Storti          | 56:30,6 15:13,3 14:38,8 12:59,9 13:38,6 |
| 7     | Russland Olga Sawjalowa Irina Chasowa Jewgenija Medwedewa Natalja Korosteljowa           | 57:00,9 15:15,2 15:19,0 13:01,1 13:25,6 |
| 8     | Japan Madoka Natsumi Masako Ishida Nobuko Fukuda Michiko Kashiwabara                     | 57:40,4 15:03,0 14:50,4 13:34,5 14:12,5 |
| 9     | Kasachstan Jelena Kolomina Oxana Jazkaja Tatjana Ossipowa Swetlana Malachowa-Schischkina | 58:23,3 15:29,1 15:25,7 13:47,7 13:40,8 |
| 10    | Belarus Nastassja Dubaresawa Alena Sannikawa Wolha Wassiljonak Kazjaryna Rudakowa        | 58:28,4 15:36,5 15:29,2 13:22,1 14:00,6 |
| 11    | USA Kikkan Randall Holly Brooks Morgan Arritola Caitlin Compton                          | 58:57,5 14:57,5 16:12,8 13:41,6 14:05,6 |
| 12    | Tschechien Eva Vrabcová-Nývltová Kamila Rajdlová Ivana Janečková Eva Skalníková          | 59:11,2 15:15,0 15:28,9 13:34,3 14:53,0 |
| 13    | Ukraine Tetjana Antypenko Kateryna Hryhorenko Maryna Anzybor Walentyna Schewtschenko     | 59:25,7 15:38,1 16:16,7 13:34,2 13:56,7 |
| 14    | Slowenien Anja Eržen Katja Višnar Vesna Fabjan Barbara Jezeršek                          | 59:47,5 16:00,8 16:32,3 13:25,0 13:49,4 |
| 15    | Kanada Daria Gaiazova Perianne Jones Chandra Crawford Madeleine Williams                 | 60:05,0 15:35,8 16:14,7 14:17,7 13:56,8 |
| DSQ   | Polen Kornelia Marek Justyna Kowalczyk Paulina Maciuszek Sylwia Jaśkowiec                | –                                       |